# 絲鰭小鯷
絲鰭小鯷（学名：Anchoa filifera）為輻鰭魚綱鲱形目鳀科的其中一種，分布於西大西洋區，包括墨西哥灣、加勒比海、委內瑞拉、巴西等海域，棲息深度可達35公尺，本魚吻長，幾乎達到鰓裂，胸鰭鰭條長，體側具一條銀色條紋，臀鰭軟條17-21條，體長可達12公分，喜群游，棲息在沿海，以浮游生物為食，可作為食用魚。

## 擴展閱讀
維基物種上的相關：絲鰭小鯷